# وویچیخ یاسنی

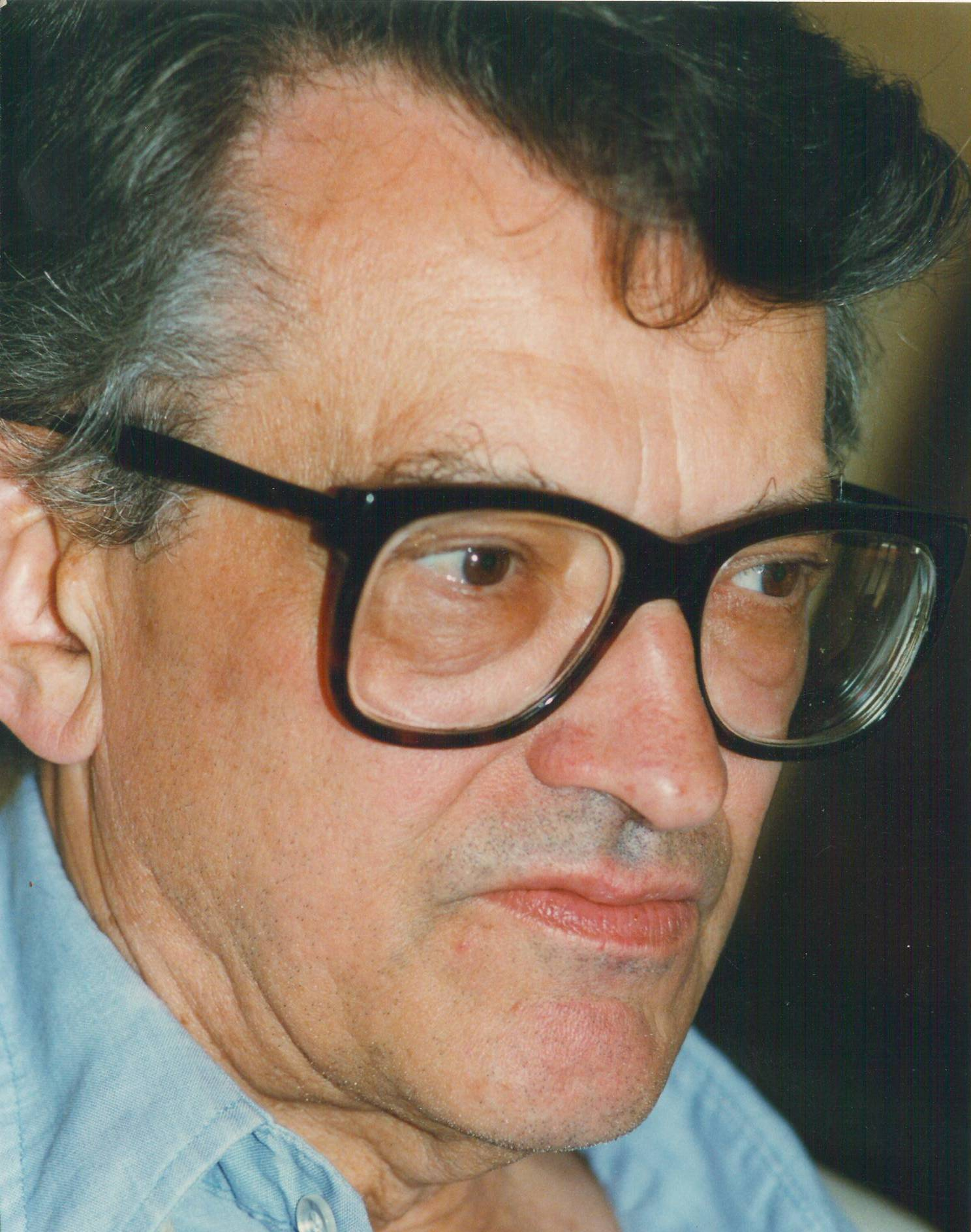
وویچیخ یاسنی در ۱۹۹۸

وویچیخ یاسنی (انگلیسی: Vojtěch Jasný؛ زادهٔ ۲۴ فوریهٔ ۱۹۲۵ در گذشتهٔ ۱۵ نوامبر ۲۰۱۹) کارگردان اهل جمهوری چک بود. فیلم او با نام وقتی گربه می‌آید (۱۹۶۳) برنده جایزه هیئت داوران جشنواره کن شد.